# Bassie & Adriaan: De Diamant
Bassie & Adriaan: De diamant (1979–1980) is de derde televisieserie van het Nederlandse televisieduo Bassie en Adriaan.

## Verhaal
Nadat de boevenbende uit het vorige avontuur uit de gevangenis is ontsnapt, wil de Boevenbaas niks anders dan wraak nemen op Bassie en Adriaan. Daarom stelen B1 en B2, vermomd als Bassie en Adriaan, een kostbare diamant, die vernoemd is naar het duo zelf. Vanwege de vermomming worden de echte Bassie en Adriaan verdacht van stelen van de diamant, maar ze krijgen drie dagen de tijd om te bewijzen dat ze onschuldig zijn. Uiteindelijk komen ze de boeven op het spoor, maar die willen de diamant het land uit smokkelen om hem in Duitsland te verkopen. Bassie en Adriaan gaan proberen de diamant weer terug te bezorgen en de boeven achter de tralies te krijgen. Met behulp van een camera en vijftig televisies tonen ze drie dagen later de acties van de boeven, die direct gearresteerd worden.

## Achtergrond

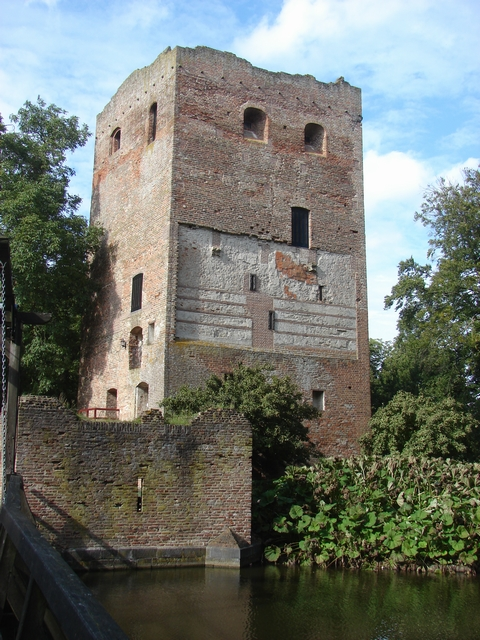
Wijk bij Duurstede Kasteel. De schuilplaats van de boeven.

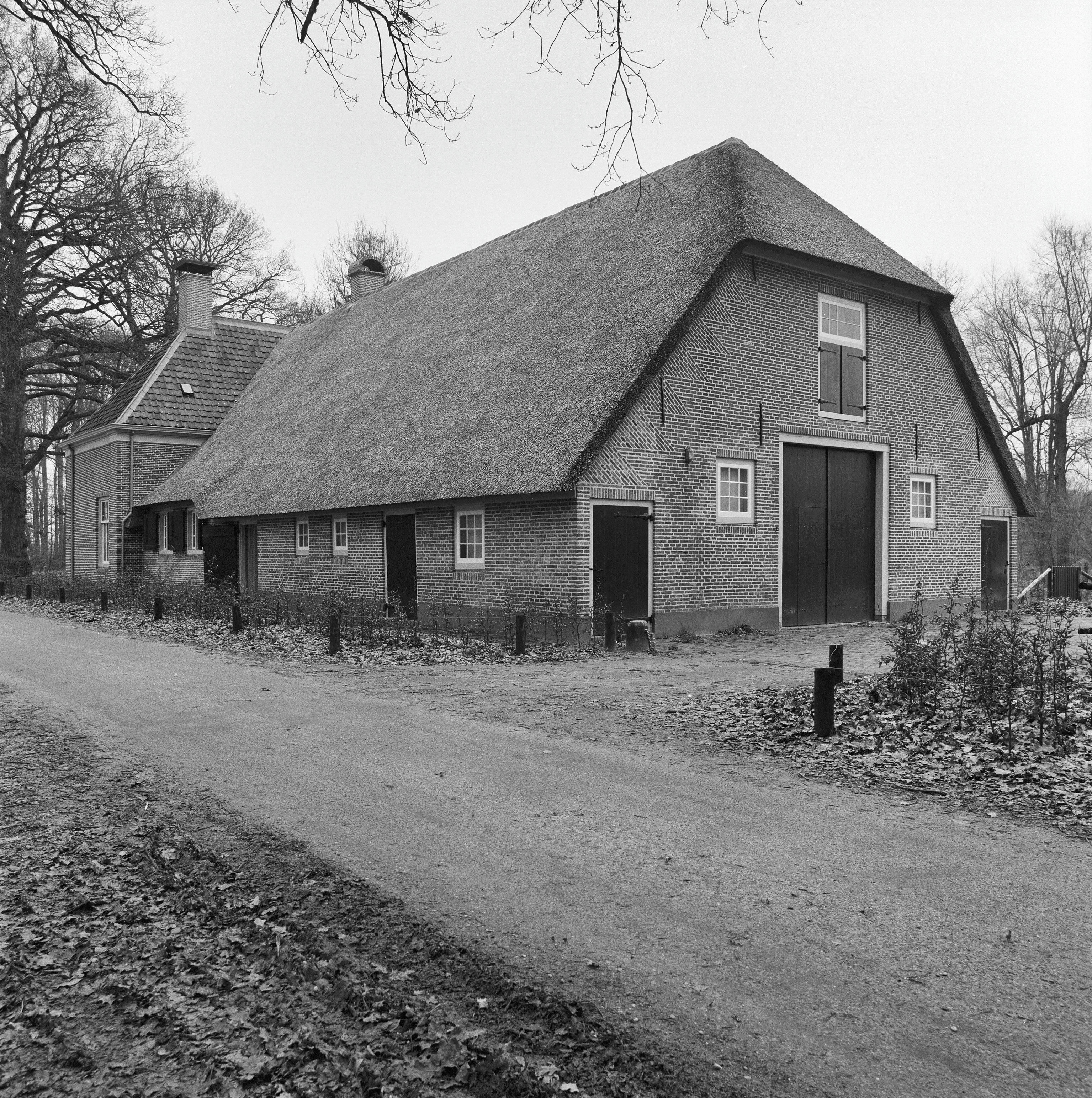
De Ossenstal bij Kasteel Groeneveld in Baarn. De locatie waar Bassie & Adriaan als musketiers de boodschap voor de koning afleveren.

Massimo Götz werd aangesteld als nieuwe regisseur, maar door problemen met het afgeleverde filmmateriaal van de nieuwe cameraman stapte hij na enkele draaidagen uit het project. TROS-directeur Cees den Daas heeft toen Aad van Toor als regisseur gevraagd. Ook werd de cameraman vervangen. Hoewel Van Toor geen opleiding had als regisseur, nam hij de regie inderdaad op zich.
De taartgooiscène is hierdoor twee keer opgenomen. De eerste opname was in Laren in de boerderij waar Bassie en Adriaan aankomen voor de onthulling. Na het ontwikkelen en zien van de opname bleek deze te rood en er was niets meer aan te doen. Ook kon men regisseur Massimo Götz in beeld aanwijzingen zien geven. De opname moest dus over. De tweede keer is het opgenomen in het restaurant waar ze naar binnen en buiten lopen tijdens de achtervolging met de boeven.
Wegens gezondheidsredenen van Paul Meijer, die in Het Geheim van de Sleutel de Boevenbaas vertolkte, speelde niet hij, maar Frans Kokshoorn de Boevenbaas. Derhalve kon Aad van Toor de Boevenbaas in de nieuwe serie een meer actieve rol geven.
In de close-ups van de diamantroof, waar B1 en B2 zich als Bassie en Adriaan verkleed hebben, speelt Aad van Toor de rol van B1 die verkleed is als Adriaan. In de afstandsshots is het wel Willem Sibbelee die de rol van B1 vertolkt en verkleed is als Adriaan. Ook speelt Aad het spiegelbeeld van Bassie in de droom Bassie en zijn spiegelbeeld.
In deze serie gaan boeven de grot in van de Geulhemmergroeve, om even later weer naar buiten te rennen. De beelden van de gangen waarin de boeven worden achtervolgd zijn echter op een andere plaats opgenomen, namelijk de Gemeentegrot in Valkenburg. Deze opnames vonden plaats in oktober 1978. De opname van de droomscène als straatacrobaten werd opgenomen in augustus 1979 op de Kerkstraat bij de oude dorpspomp in de Kerkebuurt in Soest. De opnames bij Circus Renz werden opgenomen in september 1979 in het Gooi op De Soester Engh (tegenwoordig: Evenemententerrein De Engh) aan de Soesterengweg in Soest. Het kasteel in de serie is Kasteel Duurstede. Ook zijn er opnames gemaakt bij de Ossenstal van kasteel Groeneveld aan de achter zijgevel in Baarn.
De serie werd in zijn originele vorm in 1981 en 1986 door de TROS herhaald. In 1987 werd de serie ingekort op speelfilmlengte van anderhalf uur uitgebracht op video. Vanaf 1992 was de serie gehermonteerd te zien in negen afleveringen op Kindernet. Van 1 februari tot 22 maart 1993 werd deze versie uitgezonden door de TROS. In 2002 werd het originele film en geluidsmateriaal opgepoetst, digitaal geremasterd, en uitgebracht op dvd met deels nieuwe muziekarrangementen. In 2018 werd het oorspronkelijke einde van de serie op het YouTubekanaal geplaatst, dat sinds de nabewerking was verwijderd. In 2019 werd de nieuwste nabewerking van de hele serie op YouTube geplaatst.

## Personages
| Acteur          | Personage                |
| --------------- | ------------------------ |
| Bas van Toor    | Bassie                   |
| Aad van Toor    | Adriaan                  |
| Willem Sibbelee | B1                       |
| Harry Dikmans   | B2                       |
| Frans Kokshoorn | Boevenbaas               |
| Paul van Gorcum | Diamantair               |
| Dick Rienstra   | Inspecteur Van der Steen |
| Aart de Heer    | André du Lord            |

## Afleveringen
| № | Titel                     | Eerste uitzenddatum Nederland |
| - | ------------------------- | ----------------------------- |
| 1 | De ontsnapping            | 17 november 1979              |
| 2 | De beloning               | 15 december 1979              |
| 3 | De boevenjacht            | 12 januari 1980               |
| 4 | Op het goede spoor        | 5 februari 1980               |
| 5 | Een benauwde autorit      | 2 maart 1980                  |
| 6 | Een geluk bij een ongeluk | 19 maart 1980                 |
| 7 | Terugkeer van de diamant  | 5 april 1980                  |

Later zijn de afleveringen in de (na)bewerking gehermonteerd.
| № | Titel                          |
| - | ------------------------------ |
| 1 | De uitnodiging                 |
| 2 | De grootste diamant ter wereld |
| 3 | De gestolen diamant            |
| 4 | Op boevenjacht                 |
| 5 | De schuilplaats                |
| 6 | Een benauwde autorit           |
| 7 | De vlucht naar Duitsland       |
| 8 | Met dieven vang je dieven      |
| 9 | 50 keer het bewijs             |

## Liedjes
Tekst en muziek: Aad van Toor, Bas van Toor, Ruud Bos, Rinus van Galen
| № | Liedje                         | Opmerking                                      |
| - | ------------------------------ | ---------------------------------------------- |
| 1 | Het circus in de stad          |                                                |
| 2 | Het hondenkoor                 |                                                |
| 3 | De wereldreis van clown Bassie |                                                |
| 4 | Neefs dierentuin               | Origineel van Conny Vink met Tok tok piep piep |
| 5 | Ondervraging                   | (met Dick Rienstra als agent)                  |
| 6 | Ik ben een clown               |                                                |
| 7 | Musketiers                     |                                                |
| 8 | Mijn rode neus                 |                                                |
| 9 | Maak de piste maar vrij        |                                                |

## Achtergrondmuziek
| Uitvoerder (+ muziekschrijver)               | Titel                           | Gebruikt in/bij | Album                                                                        |
| -------------------------------------------- | ------------------------------- | --- | ---------------------------------------------------------------------------- |
| Ennio Morricone                              | El desierto                     | BB beraamt ontsnapping | The good, the bad and the ugly                                               |
| (Carl Teike)                                 | Alte Kameraden - Mars           | Droomwereld 'Acrobaten'                                                                                                   | Onbekend                                                                     |
| Rinus van Galen (H.Ruby/B.Kalmar)            | Three little words (versneld)   | B&A rennen naar de kleermaker                                                                                             | Music, Music, Music - Martin Gale                                            |
| John Reids & Frans Peters                    | Stormy Cruise                   | diverse scènes | Stereo muziek voor filmers (Muziekeffecten bij uw films)                     |
| John Reids & Frans Peters                    | Move                            | Bassie & Adriaan rijden richting naar het feest                                                                           | Stereo muziek voor filmers (Muziekeffecten bij uw films)                     |
| Focus                                        | Anonymus Two                    | Boeven steken de caravan in brand, achtervolging                                                                          | Focus 3                                                                      |
| Los Pekenikes                                | Musical 2000                    | Achtervolging rodelbaan en kartbaan                                                                                       | 20 Grandes Exitos                                                            |
| John Reids & Frans Peters                    | Fear Syndrome 2                 | Bassie & Adriaan ruiken eerst een brandlucht en ontdekken later dat hun caravan in brand staat                            | Stereo muziek voor filmers (Muziekeffecten bij uw films)                     |
| Focus                                        | Elspeth of Nottingham           | Droomwereld 'De musketiers'                                                                                               | Focus 3                                                                      |
| The Ventures                                 | TV-Theme Starksy & Hutch        | Droomwereld 'Barsky en Hutchiaan'                                                                                         | Greatest TV-Themes-1978 EMI-Bovema                                           |
| John Reids & Frans Peters                    | Haast                           | Droomwereld 'Barsky en Hutchiaan'                                                                                         | Muziekfragmenten voor Dia's en Films (Sfeermuziek voor verschillende scènes) |
| John Reids & Frans Peters                    | File                            | Droomwereld 'Barsky en Hutchiaan'                                                                                         | Muziekfragmenten voor Dia's en Films (Sfeermuziek voor verschillende scènes) |
| John Reids & Frans Peters                    | Achtervolging                   | Droomwereld 'Barsky en Hutchiaan'                                                                                         | Muziekfragmenten voor Dia's en Films (Sfeermuziek voor verschillende scènes) |
| John Reids & Frans Peters                    | Bossanova Girl                  | Droomwereld 'Spiegelbeeld & Buikspreker'                                                                                  | Stereo muziek voor filmers (Muziekeffecten bij uw films)                     |
| Pierre Moerlen's Gong                        | Crosscurrents                   | Bassie ziet B1 rijden | Downwind-Pierre Moerlen's Gong                                               |
| John Reids & Frans Peters                    | Divers Mood                     | - Bassie & Adriaan zijn bij het kasteel waar de boeven zich verschuilen - De boeven komen te vroeg bij de Vesting Naarden | Stereo muziek voor filmers (Muziekeffecten bij uw films)                     |
| Rick van der Linden                          | GX 1                            | Adriaan klimt langs de kasteelmuur                                                                                        | GX1-Rick van der Linden                                                      |
| Nederlands Blazers Ensemble (Antonín Dvorák) | Serenade in d, op.44            | Droomwereld 'De musketiers'                                                                                               | Klassieke top 10 - 1979                                                      |
| John Reids & Frans Peters                    | In Suspence                     | Bassie & Adriaan lopen over de dam                                                                                        | Stereo muziek voor filmers (Muziekeffecten bij uw films)                     |
| Malando                                      | Tres por diez                   | Droomwereld 'Bassie als leeuwentemmer'                                                                                    | Onbekend                                                                     |
| Mike Oldfield                                | Tubular Bells                   | diverse scènes | Tubular Bells - Mike Oldfield 1973                                           |
| Rinus van Galen (S.Weis/B.Baum)              | Music! Music! Music! (versneld) | Taartgooiscène | Music, Music, Music - Martin Gale                                            |
| (Glenn Miller)                               | In the Mood                     | Aanval met vliegtuigje | Onbekend                                                                     |

Vanaf 1987 werden in een paar muziekloze scènes muziek uit de serie van Bassie & Adriaan: Het Geheim van de Schatkaart toegevoegd.
| Uitvoerder (+ muziekschrijver) | Titel      | Gebruikt in/bij                                                                 | Album      |
| ------------------------------ | ---------- | ------------------------------------------------------------------------------- | ---------- |
| Harry Forbes                   | Easy work  |                                                                                 |            |
| R. Jackson                     | Datamation | B1 & B2 rijden richting Valkenburg om daar de grens over te gaan naar Duitsland | Flashpoint |
| Peru                           | Savane     | B&A zoeken naar de boeven                                                       | Continents |

Tijdens de digitale nabewerking in 2002 werden deze toevoegingen uit 1987 weggehaald en werden er nieuwe achtergrondnummers toegevoegd aan scènes waar oorspronkelijk geen muziek in voor kwam. Deze muziek werd in 1997 gecomponeerd door Aad van Toor en Bert Smorenburg voor de series De geheimzinnige opdracht en De reis vol verrassingen.

## Ingekorte filmversie
De ingekorte filmversie van anderhalf uur op VHS begint met de ontsnapping van de boeven (dvd 21:18), gevolgd door Bassie en Adriaan die uit de winkel lopen met een smoking aan (dvd 24:53). Vervolgens zijn er beelden te zien waarin Bassie en Adriaan in de auto op weg zijn naar een feest. Ondertussen vertelt Adriaan in de voice-over over het vorige avontuur (Het geheim van de sleutel) en waarom het feest georganiseerd is waar zij naartoe gaan. Opvallend is dat deze beelden van de auto oorspronkelijk uit Het geheim van de sleutel komen (als Bassie en Adriaan op weg zijn naar Spanje) en dus hergebruikt worden. Hierna is de scène dat de boeven het kasteel betreden (dvd 29:11) en is het verhaal enige tijd identiek aan het origineel. Wel zijn alle dromen en liedjes weggeknipt (een aantal dromen kwamen op de speciale videoband 10 jaar Bassie & Adriaan). Ook is de zoektocht naar de boeven ingekort. Nu ziet Bassie bij toeval de auto van de boeven staan, in tegenstelling tot het originele verhaal waarin Bassie en Adriaan eerst een kijkje nemen bij de oude schuilplaats van de boeven en zij B1 langs zien rijden. Scènes die verder weggeknipt zijn: Bassie en Adriaan die afscheid nemen van Andre du Lord en Sweety, B1 & B2 die op bezoek zijn bij B4 en Bassie en Adriaan die overnachten in een hooiberg en op de fiets de boeven achternagaan. Deze versie eindigt met het shot op de diamant, vastgehouden door de agent (dvd 2.57:25).
In deze versie wordt Bassie na de brand in de caravan op de brancard gelegd en in de ziekenwagen getild terwijl Adriaan machteloos toekijkt. Dit is in latere uitgave verwijderd.

### Zweefvliegtuigje
In deze versie zijn er beelden te zien in de leader van Bassie en Adriaan die in een zweefvliegtuigje instappen. Deze beelden zijn echter niet in de serie gebruikt. Oorspronkelijk zouden Bassie en Adriaan de boeven zoeken met een zweefvliegtuigje en tijdens die vlucht werd het nummer Zo vrij als een vogel gezongen. Voor de repetitie vloog Aad van Toor mee met een Nederlands kampioen stuntvliegen en deze liet het vliegtuigje een looping maken en door de lucht tollen. Echter toen de beelden werden terug gekeken die van het vliegtuigje op de grond waren gemaakt was duidelijk in de weerspiegeling van de koepel de cameraman te zien. Het beeldmateriaal werd daarom niet gebruikt en tijd en geld voor nieuwe opnames was er niet. Het liedje Zo vrij als een vogel is later gebruikt in de vervolgseries De huilende professor en De geheimzinnige opdracht. Ook is er een foto van deze scène gebruikt voor de cover van een LP hoes.

## Uitgave
| Jaar | Uitgever             | Medium     | Lengte  | Opmerking |
| ---- | -------------------- | ---------- | ------- | --- |
| 1987 | CNR                  | VHS        | 89 min  | Met enkele toevoeging achtergrondmuziek afkomstig uit Het geheim van de schatkaart. De acteurs staan vermeld op de achterzijde van de hoes. Op de cover Bassie en Adriaan met beiden een button opgespeld. Bij deze uitgave begint het verhaal bij de ontsnapping van de boeven. In 1990 werd deze versie uitgebracht met een nieuwe cover waarbij Bassie en Adriaan voor hun auto staan (Talbot Matra Rancho). |
| 1998 | Arcade               | VHS        | 170 min | Dubbelbox. Hoewel aangekondigd als 'voor het eerst compleet op video' ontbreekt de oorspronkelijke eindscène met het finalenummer Maak de piste maar vrij en eindigt deze versie met de zoom in op de diamant die de agent in zijn hand heeft. Dit is hetzelfde einde als de speelfilm-compilatie uit 1987. Ook ontbreken de droomwerelden. De muziek is hetzelfde als de nabewerking uit 1992. Tijdens het fietsen naar de grot in Valkenburg komt het Vrolijke deuntje van Aad Klaris voor. In 2001 opnieuw uitgebracht door Bridge Entertainment. |
| 2002 | Bridge Entertainment | VHS en dvd | 180 min | De volledige serie digitaal opgeknapt op één VHS en één Dvd. Achtergrondmuziek van Aad van Toor en Bert Smorenburg is toegevoegd en de toevoeging uit 1987 is verwijderd. Ook zijn er bepaalde scènes nagesynchroniseerd in het jaar van uitgave. In 2007 als twee dvd's uitgebracht. In 2011 en in 2015 wederom als één dvd. |

## Trivia
- Dit is de favoriete serie van Bas en Aad.
- De auto van Bassie en Adriaan is een Matra-Simca Rancho. Tijdens de opnames werd één auto gebruikt, waardoor de auto in de serie het kenteken heeft 'DY-19-LN'.
- Dit is de laatste serie waarin B2 werd gespeeld door Harry Dikmans. Wegens werk in het buitenland en financiële conflicten werd Dikmans in de volgende serie met B2 (Het geheim van de schatkaart) door zijn broer Joop vervangen.
- Dit is de laatste serie met het personage B1. Er wordt in Het geheim van de schatkaart nog wel aan hem gerefereerd door B2 als "mijn collega" als B2 Vlugge Japie ontmoet in de gevangenis. Vanaf dan zijn B2 en Japie een duo.
- In deze serie wordt de agent, vertolkt door Dick Rienstra, geen adjudant Van der Steen genoemd, maar gewoon agent. In latere series kwam hij terug als inspecteur of adjudant.
- Bassie bekijkt aan de binnenkant van z'n ogen hoe hij met Adriaan op Starsky en Hutch-achtige wijze een boevenbende oprolt. Deze persiflage was een bewuste keuze aangezien beide duo's soortgelijke karakterverschillen hebben. Ook Starsky en Hutch kwamen in de slotaflevering van hun tweede seizoen (Starsky & Hutch Are Guilty) in de problemen door misdadige dubbelgangers.
- Bij het shot als Bassie op de grond ligt bij de wereldbol (1:03) van het liedje, De wereldreis van Clown Bassie, zit er een foutje. Bij de regel: in India reisde hij per koe en reed op dit dier naar Tibet toe. Bassie wijst niet het land India en Tibet aan op de wereldbol, maar de Verenigde Staten van Amerika en Canada.
- Wanneer Bassie aan Adriaan vraagt waar ze heen gaan en Bassie de auto van de boeven ziet staan, ontbreken de gele bollen boven op de auto.